# Jochi Kleint
Klaus-Joachim "Jochi" Kleint (Hamburg, 24 januari 1948) is een Duits voormalig rallyrijder.

## Carrière
Jochi Kleint was eerst een automonteur, voordat hij in 1966 debuteerde achter het stuur van een rallyauto. In de jaren zeventig profileerde hij zich vervolgens in de sport. Hij schopte het in eerste instantie tot Volkswagen-fabrieksrijder, waarmee hij ook actief was in de rallycross. Hij werd in 1978 winnaar van de Estering Cup, een onofficieel rallycrosskampioenschap in Duitsland. Terug op de rallypaden behaalde hij in 1979 zijn grootste succes uit zijn carrière met het winnen van de Europese titel, die hij binnenhaalde met een Opel Kadett, afgewisseld met optredens in een Opel Ascona. Als fabrieksrijder bij Opel reed hij vanaf 1980 een programma in het Wereldkampioenschap rally met de Opel Ascona 400. Zijn beste resultaat schreef hij op zijn naam tijdens de WK-ronde van Monte Carlo in 1981, waar hij op de derde plaats op het podium eindigde. Na zijn teneur bij Opel, keerde Kleint in 1985 weer terug bij Volkswagen, die inmiddels een serieus programma afwerkten in het WK rally met hun Groep A Volkswagen Golf GTI. Hoewel zijn carrière in het WK na dat seizoen beëindigde, was Kleint tot begin jaren negentig nog actief in het Duits rallykampioenschap.
Tegenwoordig werkt Kleint als instructeur voor de zogenaamde Audi Driving Experience.

## Complete resultaten in het Wereldkampioenschap rally

### Overzicht van deelnames
| Seizoen | Inschrijving             | Auto                       | 1      | 2   | 3      | 4     | 5      | 6      | 7   | 8   | 9      | 10     | 11     | 12     | 13  | 14     | Pos. | Punten |
| ------- | ------------------------ | -------------------------- | ------ | --- | ------ | ----- | ------ | ------ | --- | --- | ------ | ------ | ------ | ------ | --- | ------ | ---- | ------ |
| 1973    | Klaus-Joachim Kleint     | Ford Capri 2600            | MON NF | ZWE | POR    | KEN   | MAR    | GRI    | POL | FIN | OOS    | ITA    | VST    | GBR    | FRA |        | -    | -      |
| 1975    | Klaus-Joachim Kleint     | Datsun Violet              | MON    | ZWE | KEN    | GRI   | MAR    | POR    | FIN | ITA | FRA    | GBR 17 |        |        |     |        | -    | -      |
| 1978    | Volkswagen Motorsport    | Volkswagen Golf Diesel     | MON NF | SWE | POR    | KEN   | GRI    |        |     |     |        |        |        |        |     |        | -    | -      |
| 1978    | Volkswagen Motorsport    | Volkswagen Golf GTI        |        |     |        |       |        | FIN NF | CAN | ITA | IVK    | FRA    | GBR NF |        |     |        | -    | -      |
| 1980    | Opel Euro Händler Team   | Opel Ascona 400            | MON 8  | ZWE | POR NF | KEN 9 | GRI 11 | ARG    | FIN | NZL | ITA NF | FRA    | GBR    | IVK    |     |        | 41   | 5      |
| 1981    | Opel Euro Händler Team   | Opel Ascona 400            | MON 3  | ZWE | POR    | KEN 5 | FRA    | GRI NF | ARG | BRA | FIN    | ITA    | IVK    | GBR    |     |        | 16   | 20     |
| 1982    | Rothmans Opel Rally Team | Opel Ascona 400            | MON 7  | ZWE | POR    | KEN   | FRA NF | GRI    | NZL | BRA | FIN    | ITA    | IVK    | GBR NF |     |        | 41   | 4      |
| 1985    | Volkswagen Motorsport    | Volkswagen Golf GTI        | MON    | ZWE | POR NF | KEN   | FRA NF | GRI NF | NZL | ARG | FIN 11 | ITA NF | IVK    | GBR    |     |        | -    | 0      |
| 1990    | Klaus-Joachim Kleint     | Lancia Delta Integrale     | MON NF | POR | KEN    | FRA   | GRI    | NZL    | ARG | FIN | AUS    | ITA    | IVK    | GBR    |     |        | -    | 0      |
| 1991    | Klaus-Joachim Kleint     | Lancia Delta Integrale 16V | MON    | ZWE | POR    | KEN   | FRA    | GRI    | NZL | ARG | FIN    | AUS    | ITA    | IVK    | SPA | GBR NF | -    | 0      |

##### Noot
- Het concept van het Wereldkampioenschap rally tussen 1973 en 1976, hield in dat er enkel een kampioenschap open stond voor constructeurs.
- In de seizoenen 1977 en 1978 werd de FIA Cup for Drivers georganiseerd. Hierin meegerekend alle WK-evenementen, plus tien evenementen buiten het WK om.